# Rasmus Botoft
Rasmus Botoft (født 5. januar 1972 på Amager) er en dansk skuespiller.
Botoft er uddannet fra Skuespillerskolen ved Aarhus Teater i 1999. Han var fra 2000 til 2007 fastansat ved Det Kongelige Teater, hvor han medvirkede i en lang række forestillinger, bl.a. Ivanhoe (2003) i Ulvedalene.
Mest kendt er han måske fra sin tv-medvirken i DRs satireprogrammer Dusk og Bomholt og Er du skidt skat?. Desuden medvirker han i mindre roller i Ørnen, Forestillinger, og lægger stemme til Historie-Jørgen i tv-serien Gepetto News.
Rasmus Botoft har desuden været med til at lave radioprogrammet Rytteriet på DR's P2 sammen med Martin Buch. Programmet blev senere lavet til en tv-serie, der blev sendt på DR2 og efterfølgende også opsat på Bellevue Teatret.
Han var desuden vært for programmet Live fra Jordens Undergang på DR2, der blev sendt d. 21. december i forbindelse med 2012-fænomenet, der skulle markere verdens undergang.

## Privat
Privat danner han par med Lisbeth Wulff, med hvem han blev gift med i 2010. Parret har sammen sønnen Willi fra 2007.

## Filmografi

### Spillefilm
- Smukke dreng (1993)
- Den attende (1996)
- Monas Verden (2001)
- Brødre (2004)
- Hvordan vi slipper af med de andre (2007)
- Hvid nat (2007)
- Flammen og Citronen (2008)
- Gaven (2008)
- Dig og mig (2008)
- Lille soldat (2008)
- Se min kjole (2009)
- Vanvittig forelsket (2009)
- Sandheden om mænd (2010)
- Alting bliver godt igen (2010)
- Min søsters børn vælter Nordjylland (2010)
- Vilde Rolf (2012)
- Kvinden i buret (2013)
- Mennesker bliver spist (2015)
- Min søsters børn og guldgraverne (2015)
- Swinger (2016)
- Jagtsæson (2019)
- Drømmebyggerne (2019) - stemme

### Tv-serier
- Gepetto News (DR Ramasjang/DR Ultra, 2007-2009)
- Rytteriet (DR2, 2010)
- Osman og Jeppe (DR Ramasjang, 2009-2012)
- Lykke (DR1, 2011)
- Isas Stepz (DR)
- Mens vi presser citronen
- Juleønsket (TV 2, 2015)
- Badehotellet (TV 2, 2020)
- LOL: Den der ler sidst (2023)